# ローヌ渡河戦
ローヌ渡河戦（ローヌとかせん）は、第二次ポエニ戦争中の戦闘である。ハンニバル率いるカルタゴ軍がイタリア半島侵攻を行った紀元前218年秋、ガリア人の一部族であるヴォルカエ族とローヌ川東岸のおそらくはアラウシオ（現在のオランジュ）とアウェニオネンシス（現在のアヴィニョン）の間付近で衝突した。親ローマのヴォルカエ族は、マッシリア（現在のマルセイユ）にあったローマ軍の一部として行動しており、カルタゴ軍の渡河とイタリアへの進入を阻止するためローヌ川東岸に野営していた。カルタゴ軍はハンノが率いる分遣隊を上流に派遣して渡河させ、ヴォルカエ軍の背後を襲撃する作戦を実行した。ハンノは到着後に狼煙でハンニバルに連絡し、伏兵として待機した。ハンニバルの本軍が渡河を開始し、ヴォルカエ軍がそれに向かうと、ハンノは背後からこれを攻撃し、ヴォルカエ軍は撃破された。ローマ軍との直接対決ではなかったものの、カルタゴ軍の勝利はこの戦争に大きな影響を及ぼした。ここでカルタゴ軍の渡河が阻止されていたら、紀元前218年のイタリア半島侵攻も無かったと思われる。この戦闘はハンニバルがイベリア半島を出てから最初の大規模戦闘であった。

## ローマの準備

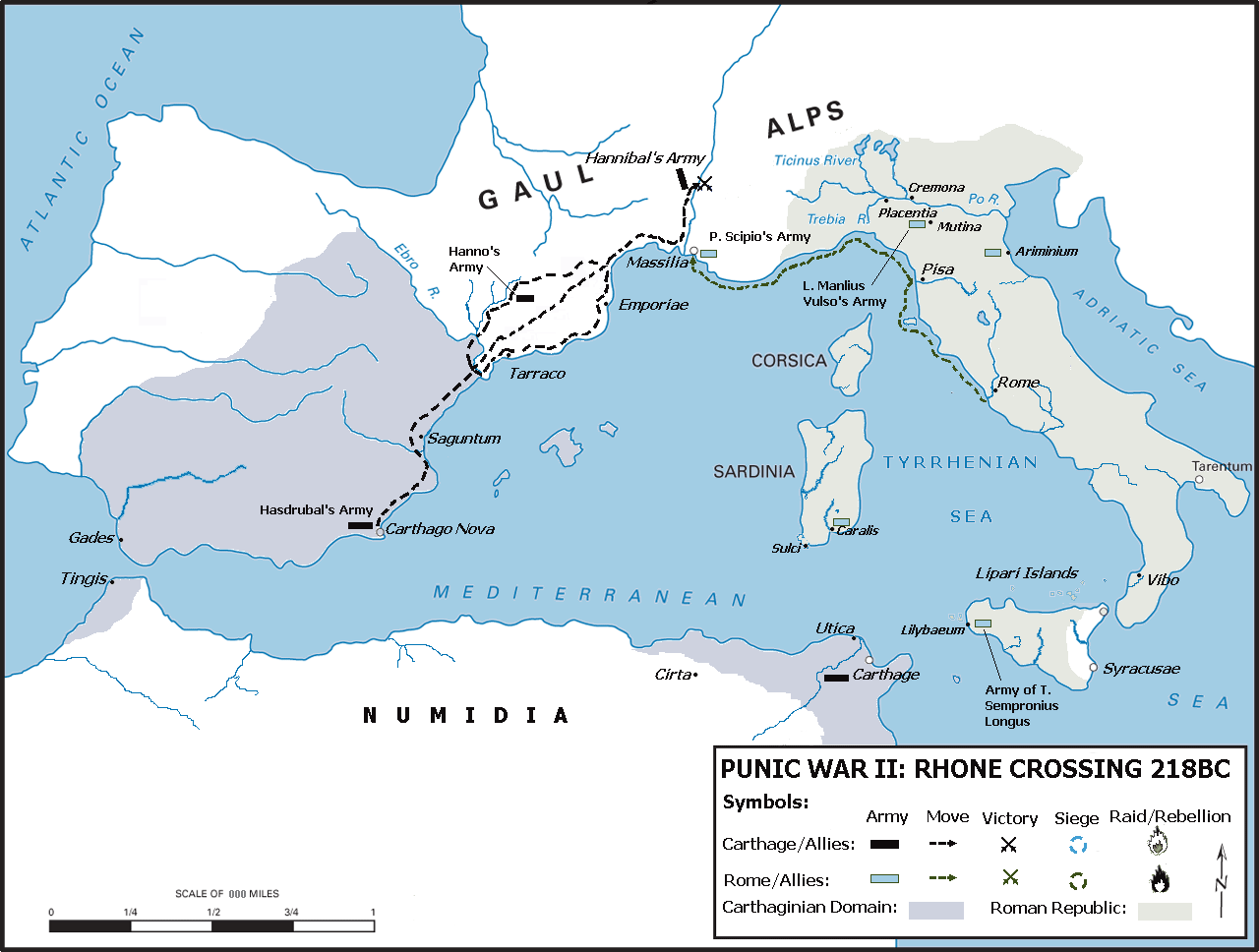
ローヌ渡河戦前の戦略的状況

カルタゴ、ローマ両軍ともに、来るべき戦争に備えて兵士の動員を行っていた。ハンニバルがカルタゴ軍の司令官となり、ローマ元老院は軍の編成を決定した。
おそらくは紀元前220年-紀元前219年に起こった第二次イリュリア戦争に備えたためであるが、紀元前218年の時点でローマ海軍はすでにその動員が完了しており、220隻の五段櫂船を有していた。執政官（コンスル）ティベリウス・センプロニウス・ロングスは2個軍団（歩兵8,000及び、騎兵600）に加えて同盟国歩兵16,000と同盟国騎兵1,600を指揮し、160隻の大型軍艦と12隻の小型ガレー船と共にシチリア、さらにはアフリカへと向かうように命令を受けていた。もう一人の執政官であるプブリウス・コルネリウス・スキピオはハンニバルのイタリア侵入を阻止すべく、2個軍団に加え、14,000の同盟国歩兵と1,600の同盟国騎兵を率い、その輸送のために65隻の艦艇を有していた。ルキウス・マンリウスも2個軍団と同盟軍歩兵10,000、同騎兵1,000を与えられていた。北イタリア（ガリア・キサルピナ）のガリア人のボイイ族とインスブル族（en）は、ローマ殖民都市であるプラケンティア（現在のピアチェンツァ）とクレモナを建設していた入植者を攻撃し、またムティナ（現在のモデナ）に小規模なローマからの救援軍を押し込めた。このため、スキピオに与えられる予定であった1個軍団と同盟国軍が法務官（プラエトル）ルキウス・マンリウス・ウルソ・ロングスに率いられ、ムティナの救援に派遣された。このため、新しい軍団を編成する必要が生じ、これがスキピオの出発を遅らせた。

## カルタゴの準備
ハンニバルはサグントゥム包囲戦の後、冬の間に一旦軍を解散した。紀元前218年の夏に軍を再編成したが、15,000の兵と戦象21頭を弟のハスドルバル・バルカに委ねてカルタゴ支配下のイベリア半島に残し、20,000をアフリカに送り、4,000をカルタゴ本国の守備とした。イベリア半島のカルタゴ根拠地であるカルト・ハダシュト（ローマ側の呼称カルタゴ・ノウァ、現在のカタルヘナ）からイタリアに向かった兵力は、歩兵90,000、騎兵12,000、戦象37頭と推定される。戦象に関しては2世紀の歴史家であるアッピアノスが記述しているが、それより以前のポリュビオスやティトゥス・リウィウスの記録では触れられていない。このため、ローヌ渡河・アルプス越えに参加した戦象は別途海路でアンプリアスに送られたのではないかと推測されてきた。イベリアのカルタゴ海軍は五段櫂船50隻（ただし、乗組員は32隻に配属されていたのみ）と三段櫂船5隻であったが、本拠から動かなかった。カルタゴ本国にはイタリアやシチリアを直ちに攻撃できる五段櫂船が少なくとも55隻はあった。

### 序幕
ハンニバルはカルト・ハダシュトを5月に出発し、軍を3つに分けてエブロ川を渡河し、2ヶ月間の作戦の後にピレネー山脈までの領域を占領した。ピレネー山脈を越える前に、ハンニバルはこの新たな占領地域の支配のために弟のハンノに11,000を残し、さらに10,000の兵を解散させた。またピレネーの反対側のガリア人に使節を送って平和交渉を行ったため衝突は発生せず、9月後半にローヌ川沿岸のヴォルカエ族の土地に達した。そのときまでに、ハンニバルの兵力は歩兵36,000と騎兵8,000にまで減っていた。ローヌ川西岸に達した時点で、ハンニバルは2日間の休息をとることを決定した。カルタゴ軍は付近の船を集め、筏を作って渡河の準備をした。ヴォルカエ族はローヌの両岸に住んでいたが、このときは東岸に野営してカルタゴ軍の渡河を待ち受けていた。
ハンニバルはボミルカルの息子のハンノ（en）に、歩兵と騎兵からなる別働隊を率いて上流に向かい、適切と思われる地点で渡河するように命令した。ハンノは地元の人間を案内人として、夜陰にまぎれて出発した。カルタゴ軍陣地から約25マイル上流の川中に島がある地点で、ハンノは筏を組んで敵に気づかれることなく渡河に成功した。ハンノの別働隊は1日休息を取った後、翌日の夜に南に向かって出発し、夜明けにはヴォルカエ族の野営地の背後に到着した。

### 戦闘

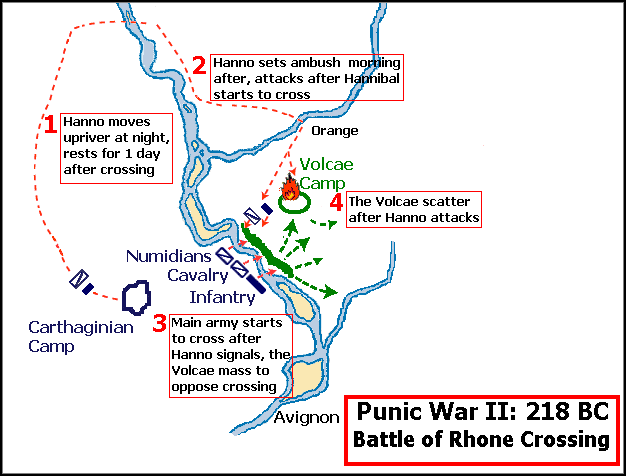
ローヌ川河口から90キロメートル地点でのローヌ渡河

ハンノは灯火と狼煙でハンニバルに到着を知らせた。これを見てカルタゴ本軍は幅900メートルの川の渡河を開始した。騎乗したままのヌミディア騎兵を載せた筏が最上流を渡り、その下流に下馬した騎兵を載せた船（馬は3-4頭ずつ船につないでその横を泳がせた）が渡河した。上流の船で水流を弱め、下流側を歩兵を乗せたカヌーでの渡河が行われた。いくらかの兵士は泳いで渡った。ハンニバル自身は第一波と共に渡河し、西岸に残っているカルタゴ兵は自身の渡河が始まるまで喚声を上げ続けた。
ヴォルカエ族は、カルタゴ軍の渡河が始まったのを確認すると、川岸に押し寄せた。東岸ではすぐに戦闘が開始されたが、カルタゴ軍は上陸に成功した。ハンノは攻撃のタイミングを見計らっていたが、一部の兵をヴォルカエ族の野営地に派遣して火をつけさせ、残りの兵を率いてカルタゴ軍が上陸すると同時にヴォルカエ軍の背後に攻撃を開始した。一部のヴォルカエ軍は野営地に引き返したが、多くは前後の敵と戦うことになり、やがてヴォルカエ軍は粉砕された。

### その後
ほとんどのカルタゴ軍がその日のうちに渡河を終えた。戦象は翌日に筏を使ったか、あるいは泳いで渡河させた。ハンニバルはマッシリアにローマ艦隊が到着したとの情報を得ていたため、東岸に軍の集結が完了した後、偵察部隊が派遣された。一部のヌミディア騎兵はローマおよびガリア騎兵と遭遇し、小競り合いの後引き上げた。
プブリウス・スキピオはピサを出発してリグリア海を航海し5日後にマッシリアに到着し、兵を上陸させていた。そこでハンニバルがすでにガリアに入っているとの情報を得たため、ローヌ川東岸に騎兵300を偵察に出した。この偵察隊がヌミディア騎兵と遭遇したが、カルタゴ軍野営地の場所を報告してきた。
プブリウス・スキピオはハンニバルの位置を確認すると、重量物を船に載せ、ハンニバルと対決するために北方に向かった。ハンニバルの兵力はスキピオを上回っていたが、これとは戦わずにアルプスへ向かってローヌ東岸を北上した。プブリウス・スキピオが到着したとき、カルタゴ軍はすでに3日前に出発していた。プブリウス・スキピオはマッシリアに戻り、その軍を兄のグナエウス・コルネリウス・スキピオ・カルウスに委ね、イベリアに向かうように命令した。プブリウス・スキピオ自身はイタリアに戻り、予想されるハンニバルの侵攻に備えて防御体制を整備した。

### 渡河戦の場所
この渡河戦が行われた場所は、歴史家の間で一致を見ていない。様々な仮説の元に、現在のブール＝サン＝タンデオル（en）、ボーケール、フルク（en）等が候補とされている。ポリュビオスは、渡河地点を河口から4日の地点としている。これを基にカルタゴ軍の1日の行軍距離を12-16キロメートルとし、古代のローヌ川の流れに当てはめると、ローヌ支流のデュランス川沿いのアヴィニョンとオランジュの間となる。

### その他文献
- Dodge, Theodore A. (1891). Hannibal. Da Capo Press. ISBN 0-306-81362-9
- Warry, John (1993). Warfare in the Classical Age. Salamander Books Ltd. ISBN 1-56619-463-6
- Lancel, Serge (1990). Carthage: A History. Blackwell Publishers. ISBN 0-8154-1005-0
- Livius, Titus (1972). The War With Hannibal. Penguin Books. ISBN 0-14-044145-X